# Bầu cử tổng thống Hàn Quốc 2017
Cuộc bầu cử tổng thống Hàn Quốc lần thứ 19 diễn ra vào ngày 9 tháng 5 năm 2017, sau vụ luận tội và phế truất Park Geun-hye. Cuộc bầu cử diễn ra một vòng duy nhất trên cơ sở đầu phiếu đa số tương đối.
Không giống như các cuộc bầu cử tổng thống trước đó, tổng thống mới được bầu đảm nhiệm chức vụ ngay sau khi xác nhận kết quả của Ủy ban Bầu cử Quốc gia với lễ nhậm chức tại Quốc hội trong cùng một ngày.
Moon Jae-in của Đảng Dân chủ Hàn Quốc giành được đa số phiếu bầu (41,08% so với 24,3% của đối thủ Hong Joon-pyo), và giành chiến thắng trong cuộc bầu cử này. Ông đã đảm nhiệm chức vụ Tổng thống Hàn Quốc ngay sau khi xác nhận kết quả vào lúc 8:09 sáng ngày 10 tháng 5 năm 2017 (giờ địa phương) và được nhậm chức tại Quốc hội vào buổi chiều cùng ngày.

## Kết quả
| Vùng · Tỉnh · Thành phố | Vùng · Tỉnh · Thành phố |                     |                     |                             |                             |                        |                        |                      |                      |                       |                       |
| ----------------------- | ----------------------- | ------------------- | ------------------- | --------------------------- | --------------------------- | ---------------------- | ---------------------- | -------------------- | -------------------- | --------------------- | --------------------- |
| Vùng · Tỉnh · Thành phố | Vùng · Tỉnh · Thành phố |                     |                     |                             |                             |                        |                        |                      |                      |                       |                       |
| Vùng · Tỉnh · Thành phố | Vùng · Tỉnh · Thành phố | Moon Jae-in Dân chủ | Moon Jae-in Dân chủ | Hong Jun-pyo Tự do Hàn Quóc | Hong Jun-pyo Tự do Hàn Quóc | Ahn Cheol-soo Nhân dân | Ahn Cheol-soo Nhân dân | Yoo Seung-min Bareun | Yoo Seung-min Bareun | Sim Sang-jung Công lý | Sim Sang-jung Công lý |
| Vùng · Tỉnh · Thành phố | Vùng · Tỉnh · Thành phố | Số phiếu            | %                   | Số phiếu                    | %                           | Số phiếu               | %                      | Số phiếu             | %                    | Số phiếu              | %                     |
| Sudogwon                | Seoul                   | 2,781,345           | 42.3                | 1,365,285                   | 20.78                       | 1,492,767              | 22.7                   | 476,973              | 7.26                 | 425,459               | 6.47                  |
| Sudogwon                | Incheon                 | 747,090             | 41.2                | 379,191                     | 20.9                        | 428,888                | 23.7                   | 118,691              | 6.54                 | 129,925               | 7.16                  |
| Sudogwon                | Gyeonggi                | 3,319,812           | 42.1                | 1,637,345                   | 20.8                        | 1,807,308              | 22.9                   | 540,023              | 6.84                 | 546,373               | 6.92                  |
| Gangwon                 | Gangwon                 | 324,768             | 34.2                | 284,909                     | 30.0                        | 206,840                | 21.8                   | 65,278               | 6.86                 | 62,389                | 6.56                  |
| Chungcheong             | Daejeon                 | 404,545             | 42.9                | 191,376                     | 20.3                        | 218,769                | 23.2                   | 59,820               | 6.34                 | 63,669                | 6.75                  |
| Chungcheong             | Chungcheong Bắc         | 374,806             | 38.6                | 255,502                     | 26.3                        | 211,454                | 21.8                   | 57,282               | 5.90                 | 65,095                | 6.70                  |
| Chungcheong             | Chungcheong Nam         | 476,661             | 38.6                | 306,614                     | 24.8                        | 290,216                | 23.5                   | 68,521               | 5.55                 | 83,868                | 6.79                  |
| Chungcheong             | Sejong                  | 77,767              | 51.1                | 23,211                      | 15.2                        | 32,010                 | 21.0                   | 9,192                | 6.03                 | 9,353                 | 6.14                  |
| Honam (Jeolla)          | Gwangju                 | 583,847             | 61.1                | 14,882                      | 1.55                        | 287,222                | 30.1                   | 20,862               | 2.18                 | 43,719                | 4.60                  |
| Honam (Jeolla)          | Jeolla Bắc              | 778,747             | 64.8                | 40,231                      | 3.34                        | 285,467                | 23.8                   | 60,802               | 2.56                 | 29,296                | 4.93                  |
| Honam (Jeolla)          | Jeolla Nam              | 737,921             | 59.9                | 30,221                      | 2.45                        | 378,179                | 30.7                   | 25,819               | 2.09                 | 49,509                | 4.01                  |
| Yeongnam (Gyeongsang)   | Busan                   | 872,127             | 38.7                | 720,484                     | 32.0                        | 378,907                | 16.8                   | 162,480              | 7.21                 | 94,329                | 4.85                  |
| Yeongnam (Gyeongsang)   | Ulsan                   | 282,794             | 38.1                | 203,602                     | 27.5                        | 128,520                | 17.3                   | 60,289               | 8.13                 | 62,187                | 8.38                  |
| Yeongnam (Gyeongsang)   | Daegu                   | 342,620             | 21.8                | 714,205                     | 45.4                        | 235,757                | 15.0                   | 198,459              | 12.60                | 74,440                | 4.72                  |
| Yeongnam (Gyeongsang)   | Gyeongsang Bắc          | 369,726             | 21.7                | 827,237                     | 48.6                        | 253,905                | 14.9                   | 149,017              | 8.75                 | 88,080                | 5.17                  |
| Yeongnam (Gyeongsang)   | Gyeongsang Nam          | 779,731             | 36.7                | 790,491                     | 37.2                        | 284,272                | 13.4                   | 142,479              | 6.71                 | 113,051               | 5.32                  |
| Jeju                    | Jeju                    | 169,493             | 45.5                | 68,063                      | 18.3                        | 77,861                 | 20.9                   | 22,784               | 6.11                 | 31,716                | 8.51                  |
| Tổng                    | Tổng                    | 13,423,800          | 41.08%              | 7,852,849                   | 24.03%                      | 6,998,342              | 21.41%                 | 2,208,771            | 6.76%                | 2,017,458             | 6.17%                 |

### Bản đồ

kết quả theo %